# Wilmot Hudson Fysh
Sir Wilmot Hudson Fish (1895. január 7. – 1974. április 6.) az Ausztrál Légierő egyik ászpilótája volt.

## Élete

### Ifjúkora
Fysh Tasmánia szigetén született St. Leonards városában. Jómódú gazdálkodó családba született, később gyapjúkereskedőként helyezkedett el.

### Katonai szolgálata
Az első világháború kitörését követően katonának áll, és a 3. brit királyi lovasezredhez kerül, amely egység kötelékében a makedóniai fronton szolgált.
1917 júliusában került az Ausztrál Légierő (Australian Flying Corps) kötelékébe. Az 1. ausztrál repülőszázad pilótája lett, ahol Bristol F.2b Fighter típusú géppel repült. A Közel-Keletre küldték, ahol elsősorban a kis méretű török légierő elleni harc volt a feladatuk. 1918. január 23-án aratta első légi győzelmét mint megfigyelő. Ez annyit jelentett, hogy Fysh nem a repülőgépet irányította, csupán a géppuskát kezelte. 1918. augusztus 3-án újabb légi győzelmet aratott, egy Albatros típusú német repülőgép lelövésével. Augusztus 31-én ismét győzedelmeskedett, ezúttal két LVG C típusú gépet lőtt le. Szeptember 14-én szerezte meg 5. légi győzelmét, amellyel bekerült az Ausztrál Légierő ászpilótái közé. A háború során több győzelmet nem aratott.
Helytállásáért és bátorságáért 1918-ban megkapta a Kiváló Repülő Keresztet.
A háborút követően hazájában ismert közéleti személyiség, és sikeres üzletember lett. 1953-ban lovaggá ütötték. 1974-ben hunyt el.

### Légi győzelmei
| Sorszám | Dátum                | Egység          | Repülőgép       | Ellenfél     |
| ------- | -------------------- | --------------- | --------------- | ------------ |
| 1       | 1918. január 23.     | 1. repülőszázad | Bristol Fighter | Albatros D.V |
| 2       | 1918. augusztus 3.   | 1. repülőszázad | Bristol Fighter | Albatros C   |
| 3       | 1918. augusztus 31.  | 1. repülőszázad | Bristol Fighter | LVG C        |
| 4       | 1918. augusztus 31.  | 1. repülőszázad | Bristol Fighter | LVG C        |
| 5       | 1918. szeptember 14. | 1. repülőszázad | Bristol Fighter | Rumpler C    |